# تشارلز فاريل
تشارلز فاريل (بالإنجليزية: Charles Farrell)‏ هو ممثل أيرلندي، ولد في 6 أغسطس 1900 في دبلن في جمهورية أيرلندا، وتوفي في 27 أغسطس 1988 في لندن في المملكة المتحدة.

## وصلات خارجية
- تشارلز فاريل على موقع IMDb (الإنجليزية)
- تشارلز فاريل على موقع قاعدة بيانات الفيلم (الإنجليزية)